# Snivaj, zlato moje (2005.)
Snivaj, zlato moje, hrvatski dugometražni film iz 2005. godine.